# Neopericlimenes
Neopericlimenes is een geslacht van kreeftachtigen uit de klasse van de Malacostraca (hogere kreeftachtigen).

## Soort
- Neopericlimenes thornei Heard, Spotte & Bubucis, 1993